# Giosuè Ligios
Giosuè Stefano Ligios (Bitti, 26 dicembre 1928 – Nuoro, 9 dicembre 2021) è stato un politico italiano, esponente della Democrazia Cristiana, già senatore della Repubblica e parlamentare europeo.

## Biografia
Fino all'età di vent'anni ha svolto l'attività di pastore nelle campagne di Bitti. Tentò di entrare nella Marina Militare senza successo, vista la scoperta del suo daltonismo durante le verifiche fisiche. Ha dunque intraprendeso gli studi da privatista fino a conseguire la laurea in scienze agrarie.

### Attività regionali
Nel 1964 venne eletto presidente della amministrazione provinciale di Nuoro. Nel 1969 fu eletto consigliere regionale della Sardegna nel collegio di Nuoro. Dal febbraio al novembre del 1970 sedette tra i banchi della giunta regionale presieduta da Lucio Abis, con delega agli affari generali, personale ed enti locali.

### Senatore e sottosegretario
Nel 1972, dimessosi da consigliere regionale, fu eletto senatore della repubblica per la VI legislatura. Nuovamente senatore nella VII legislatura e nell'VIII legislatura, fu sottosegretario di stato al ministero del Tesoro nel governo Andreotti V.

### Europarlamentare
È stato eletto alle elezioni europee del 1979, e poi riconfermato nel 1984, per le liste della DC. È stato presidente della Delegazione per le relazioni con i paesi dell'America del Sud, vicepresidente della Commissione per l'agricoltura e della Delegazione per le relazioni con i paesi dell'America centrale e del gruppo Contadora.
Ha aderito al gruppo parlamentare del Partito Popolare Europeo.

### Fine vita
Dopo aver abbandonato la sua carriera politica, si dedicò interamente alle sue attività di studio e di viticoltura fino alla sua scomparsa, avvenuta a Nuoro a 92 anni.